# Pedro Massano
Manuel Pedro Dias Massano Santos (Lisboa, 15 de agosto de 1948) é jornalista, editor, ilustrador, autor, crítico e divulgador de banda desenhada portuguesa.
Nasceu em Lisboa, tendo vivido durante alguns anos nos Açores (São Miguel), onde fez quase toda a escola primária. De regresso a Lisboa, concluiu a 4.ª classe e frequentou o Colégio Militar.
Contactou com a banda desenhada desde tenra idade, pois começou a ler precocemente (com 4 anos), iniciou-se como leitor do Cavaleiro Andante e mais tarde de outras revistas de banda desenhada, o que influenciou decisivamente a escolha desta Arte (a Nona Arte, como também é conhecida a BD, por oposição ao Cinema, a Sétima Arte) como sua grande paixão. Curiosamente, teve no rígido Colégio Militar, um professor que um par de vezes por semana tinha o bom hábito de distribuir revistas de BD em francês pelos seus alunos durante as suas aulas, como motivação para ensinar o Francês, o que lhe permitiu contactar com o que de melhor se fazia na banda desenhada franco-belga.
Frequentou o curso de Arquitetura na ESBAL (Escola Superior de Belas Artes de Lisboa), durante os anos 70, em simultâneo com trabalhos de banda desenhada, caricatura e ilustração, para jornais como Musicalíssimo, Observador, Volante e República.
A sua primeira banda desenhada publicada foi "BZZZ", que apareceu no suplemento Mosca, no Diário de Lisboa, em 1972, assinando então como Mané (de resto, a assinatura nos seus trabalhos teve outras cambiantes, como Pedro ou Manuel Pedro).
Massano esteve associado ao aparecimento da célebre e efémera revista Visão (1975-1976), inteiramente dedicada à banda desenhada e que pelas novas abordagens narrativas e gráficas marcou fortemente uma ruptura entre os autores e leitores de BD no  país, numa aventura que durou 12 números.
Na mesma época (finais dos anos 70) passou também por
outra revista de BD, associada a um programa da RTP, o Fungagá da Bicharada e por jornais tão variados como Autosport, Portugal Hoje, Ação Socialista, O País, Cinéfilo, Negócios, Diário de Notícias ou a revista Match Magazine.
O seu primeiro álbum editado foi A Primeira Aventura no País de João, segundo textos de Maria Alberta Menéres, em 1977, pela Comissão Organizadora do Dia de Camões e das Comunidades Portuguesas, com a impressionante tiragem de 500 mil exemplares, provavelmente uma tiragem sem paralelo no nosso país.
Seguiu-se o longo ciclo de O Abutre, uma série de breves tiras com um humor muito negro, iniciada no semanário A Luta, em 1978, se bem que a sua conceção seja anterior, pois já tinha apresentado um conjunto de tiras para publicação no jornal Musicalíssimo, em 1973, que entretanto ficaram na gaveta. Esta série teve continuação num conjunto de sete álbuns editados ao longo da década
de 80, pela Europress. Nesta mesma editora foram lançados os álbuns A Lei do Trabuco e do Punhal: Mataram-no Duas Vezes e A Missão H...orrível. Uma aventura da minhoca Tropicalda, ambos em 1987, com a particularidade de o primeiro ter tido também publicação no Diário de Notícias desse mesmo ano.
Realizou alguns trabalhos de BD na área da publicidade
e do marketing, como é o caso d'As Aventuras do Capitão Iglo, uma coleção de cromos, em 1987, O Natal do Sabião, para os CTT, em 1991, O Vitaminas em Ação eco... logicamente, para a Sumol Néctar, em 1991 e O cliente é o nosso rei e patrão. Afinal ele só quer ser bem atendido e que lhe instalemos a TV por cabo!! Mãos à obra!, para formação interna da TV Cabo, em 1994.
Dada a dificuldade de editar banda desenhada em Portugal, em meados dos anos 90 Pedro Massano chegou a ter o seu próprio projeto editorial, com a PIM (Publicações Ilustradas Multicor), onde esperava editar os seus trabalhos, o que chegou a acontecer com um manual sobre as técnicas da BD, Como Fazer Banda Desenhada, e as tiras bem humoradas de Os Passarinhos 1. Em relação ao primeiro, corresponde a uma obra em que teoriza sobre os passos essenciais para a realização de uma BD, que seria o tomo inicial, de dois, da coleção "A BD (continua) Porquê?", não tendo saído Iniciação e História da BD. Já Os Passarinhos, serviram para evidenciar o humor à "flor da pena" com que Massano observa os mais diversos acontecimentos da atualidade nacional e internacional, um pouco seguindo as pisadas de O Abutre, mas com uma toada menos cáustica.
Em 1997 viu finalmente editado o primeiro volume de A Conquista de Lisboa, pelo Montepio Geral, que fez uma tiragem destinada à oferta aos seus associados e clientes, episódio que também foi publicado na revista Montepio Juvenil, entre 1997-1999. O segundo volume, "Por Vontade de Deus" saiu em 2002, sob a chancela da Booktree.
Neste trabalho, é possível observar uma abordagem pouco usual em banda desenhada histórica, dada a rara objetividade e pertinência com que são retratados os cristãos e os mouros, desmistificando
conceitos ainda muito enraizados no ensino da História e em grande parte das BD históricas feitas por autores portugueses.
Massano tinha este projeto em curso desde há alguns anos, com o objetivo de estar pronto em 1997, por ocasião dos 850 Anos da Tomada de Lisboa aos Mouros. 
Por ocasião do 25.º aniversário da revolução dos cravos, Massano participou na exposição itinerante "Uma Revolução Desenhada: o 25 de abril e a BD", para a qual, realizou uma curta história
baseada na revolução, o mesmo sucedendo a outros autores portugueses que também participaram nesta obra coletiva, de que resultou um notável livro/catálogo (da Bedeteca de Lisboa/Edições Afrontamento, 1999).
Mantendo o tónico na História de Portugal, Pedro Massano, juntamente com o argumentista Patrick Lizé, um francês que vive em Portugal, desenvolveu o primeiro título da mini-série Le Deuil Impossible (que se pode traduzir por O Luto Impossível), Le Chevalier du Christ, editado em 2001 pela Glénat (uma das mais importantes editoras de banda desenhada francófona), que nos dá a conhecer uma curiosa história passada em torno de um homem que aparece em Roma, em 1598, dizendo tratar-se de el-rei D. Sebastião de Portugal, o que vai provocar uma autêntica tempestade diplomática pois, a seguir ao desastre de 1578, o rei espanhol Filipe II assumiu em simultâneo o trono português, sob o título de Filipe I.
Com um traço realista bem amadurecido e um refinado humor, este trabalho da dupla Lizé/Massano corresponde a uma das mais originais abordagens feitas acerca do mito sebastianista, estando prevista a edição de um total de três álbuns.
Por ocasião do referendo sobre a regionalização, Massano desenvolveu, para a página na Internet do Ministério da Administração Interna, as tiras de "Dick Tetiv", numa
toada de bom humor, que foram aparecendo em junho de 1998, durante várias
semanas. As tiras de Dick Tetiv, incluindo as inéditas, foram reunidas num livro editado pela Câmara Municipal de Moura em 2001.
No semanário Eco Regional, do qual é diretor, tem publicado as tiras de "Contacto em Lisboa", uma BD policial realista, e "Os Passarinhos", uma tira humorística, para além de ser responsável por uma pagina de informação e crítica sobre a BD portuguesa, "Quadradinhos à Portuguesa". Massano tem, ao mesmo tempo, prosseguido as histórias de A Lei do Trabuco e do Punhal  (de que já saiu Mataram-no Duas Vezes), passada no século XIX, da minhoca Tropicalda (de que também já saiu um primeiro álbum), os super-heróis "Skate Roller", passando por um nunca mais acabar de projetos e ideias.
Pedro Massano é um dos mais completos autores portugueses de banda desenhada, não só pelo razoável número de títulos que tem editados e pelas muitas colaborações na imprensa, mas pelo facto de dominar, com rara habilidade e resultado, diferentes estilos e técnicas gráficas.
É eclético como poucos, tendo um traço multifacetado, estando à vontade tanto com os gags de O Abutre, o policia negro "Contacto em Lisboa", os históricos A Conquista de Lisboa e Le Deuil Impossible, ou o traço dinâmico e solto de Manuel, o primeiro episódio de "O Comboio do Ouro", uma BD passada nos Açores durante a Guerra Civil de Espanha, que realizou para a revista Seleções BD (II série). A este propósito, foi o próprio que afirmou "Eu diversifico-me para poder surpreender as pessoas", numa entrevista à mesma revista. Pode ainda ser considerado como um autor completo, por ser o argumentista, o desenhador e o colorista de grande parte dos seus trabalhos. Para além disso, ainda se tem dedicado à crítica e à divulgação da BD e teve uma fugaz passagem como dirigente do Clube Português de Banda Desenhada.